# (488332) 2016 VE
(488332) 2016 VE es un asteroide perteneciente al cinturón de asteroides tipo Hungaria descubierto el 18 de diciembre de 2004 por el equipo del Lincoln Near-Earth Asteroid Research desde el Laboratorio Lincoln, Nuevo México (Estados Unidos).

## Designación y nombre
Designado provisionalmente como 2016 VE.

## Características orbitales
2016 VE está situado a una distancia media de 1,807 ua, pudiendo alejarse un máximo de 1,957 ua y acercarse un máximo de 1,658 ua. Tiene una excentricidad de 0,082 y la inclinación orbital 23,694 grados. Emplea 887,70 días en completar una órbita alrededor del Sol.

## Características físicas
La magnitud absoluta de 2016 VE es 18,2.